# Куриленко, Владимир Тимофеевич
Влади́мир Тимофе́евич Куриле́нко (1924—1942) — участник Великой Отечественной войны, партизан-подрывник партизанского отряда Смоленской области, Герой Советского Союза (1942).

## Биография
Родился 25 декабря 1924 года в деревне Бабиничи Витебского района Витебской области Белорусской ССР (ныне Белоруссия) в семье учителей. По национальности русский. Проживал в деревне Поречено Смоленского района Смоленской области, учился в школе № 1 города Велижа, 9 классов которой окончил в 1941 году. Мечтая стать моряком, отправил документы для поступления в Ленинградское военно-морское училище, но с началом войны оказался в оккупации.
В июле 1941 года комсомолец Владимир Куриленко зачислен подрывником в партизанский отряд И. Р. Шлапакова, который действовал на территории оккупированной гитлеровскими войсками бывшего Касплянского района Смоленской области. На боевом счету В. Т. Куриленко 4 пущенных под откос эшелона противника, взорванный железнодорожный мост, около 1000 солдат и офицеров противника. 13 мая 1942 года, при возвращении с боевого задания, в деревне Саленки группа подрывников была окружена. В. Т. Куриленко был смертельно ранен и по дороге в отряд 14 мая скончался. Тело было захоронено в деревне Слобода (по другим данным — в деревне Выставка).
За те недолгие десять месяцев, что довелось прослужить В. Т. Куриленко в отряде, им было подорвано несколько автомашин, два орудия, пущено под откос четыре вражеских эшелона с живой силой и боевой техникой.
Указом Президиума Верховного Совета СССР «О присвоении звания Героя Советского Союза партизанам, особо отличившимся в партизанской борьбе в тылу против немецких захватчиков» от 1 сентября 1942 года за «отвагу и геройство, проявленные в партизанской борьбе в тылу против немецких захватчиков» удостоен посмертно звания Героя Советского Союза.
В 1947 году прах Героя-комсомольца перенесён и перезахоронен на Аллее героев у крепостной стены в городе Смоленске, где горит Вечный огонь.

## Награды
- Медаль «Золотая Звезда» Героя Советского Союза;
- орден Ленина.

## Память
- Памятник Герою установлен в сквере, носящем его имя, на углу улиц Глинки и Маяковского города-героя Смоленска (скульптор памятника К. Б. Пастернак, архитектор С. В. Шестопал). Памятник открыт 9 мая 1966 года.
- Имя В. Т. Куриленко носят:
  - улица в городе Смоленске. 5 апреля 2023 года на доме № 2 по улице Куриленко установлена аннотационная доска.
  - улица в городе Велиже Смоленской области;
  - школа в селе Каспля Смоленского района Смоленской области.
- Установлены мемориальные доски:
  - на здании школы в городе Велиже;
  - на здании школы в селе Каспля-2 Смоленского района Смоленской области;
  - на здании школы в деревне Бабиничи Витебского района Витебской области Республики Беларусь.
- Обелиск Герою был установлен на месте его гибели у деревни Саленки Смоленского района Смоленской области.